# Période des pionniers ou Période pseudo-classique
Période des pionniers ou pseudo-classique est la première période de la littérature haïtienne. Elle a lieu de 1804 à 1836 . Cette période, qui commence au lendemain de l'indépendance d'Haïti, oblige les écrivains à produire une littérature de combat. Les affranchis qui ont eu l'avantage d'étudier en France, au lendemain de la guerre de l'independance, tracent les premiers sillons de la jeune littérature.  
Le premier cénacle littéraire est créé en 1817 autour de la revue L'Abeille haytienne avec Jules Solime. Milscent et Colombel. Ce dernier est le secrétaire particulier du président Pétion.  

## Auteurs

### Poėtes
Des auteurs ont marqué la première période de la littérature haïtienne.  
- Antoine Dupré (?-1816)
- Juste Chanlatte  (1766-1828)
- Jules Soliste Milscen (1778-1842)
- Hérard Dumesle (1784-1858)
- François-Romain Lhérisson (1798-1859)
- Jean-Baptiste Roman (1807-1858)

### Dramaturges
Antoine Dupré, Jules Solime Milscent et Juste Chanlatte

## Œuvres
- Acte de l'indépendance d'Haïti publié le 1er Janvier 1804, Louis Félix Mathurin Boisrond "Boisrond-Tonnerre".
- Hymne à la Liberté, Antoine Dupré.
- Le système colonial dévoilé publié en 1814, Pompée Valentin Vastey "Baron de Vastey".
- Ode sur l'avènement de Napoléon au trône, publié en 1805, Jules Solime Milscent.
- Juste Chanlatte ,Ode a la liberté.
- Jean Baptiste Romane ''Hymne a l'independance"

## La période pionnière: une anthropologie
La période pionnière s'étend de 1804-1836 .cette période commence au lendemain de l'indépendance d'Haïti qui oblige les écrivains de cette période a produire une littérature de combat..D'après l'historien et l'historien de l'art Carlo Avriel Celius, la première période de la littérature haïtienne était marquée par la dimension anthropologie, dans le sens que le combat que menaient les écrivains était celui de la libération de l'homme tout court et non, spécifiquement, des Haïtiens. Du moins, un changement de l'homme, de l'humanité qui passe par le corps de l'Haïtien lui-même